# Cabillus macrophthalmus
Cabillus macrophthalmus е вид бодлоперка от семейство Попчеви (Gobiidae).

## Разпространение и местообитание
Видът е разпространен в Индонезия.
Обитава океани и морета. Среща се на дълбочина от 120 до 400 m, при температура на водата около 24,8 °C и соленост 35,3 – 35,4 ‰.

## Описание
На дължина достигат до 2,4 cm.